# Josef Jan Frič
Josef Jan Frič (12. března 1861 Paříž – 10. září 1945 Praha) byl český průmyslník a zakladatel Ondřejovské hvězdárny.

## Život

### Rodinný život
Byl synem básníka a revolucionáře Josefa Václava Friče. Narodil se v Paříži, kde byl tou dobou jeho otec v nucené emigraci.
S matkou Annou, rozenou Kavalírovu, dcerou zakladatele sázavské sklárny, bratrem Janem a sestrou Boženou se vrátili roku 1870 z Paříže do Čech; otec se k nim připojil až roku 1880. Bydleli v přízemním bytě domu strýce Antonína Kavalíra v Krakovské ulici v Praze. V roce 1896 se oženil s Marií Fedrovou, dcerou majitele dolů v Královicích.
Měli spolu dvě děti:
- Annu, provdanou Brázdilovou (1898–1981), jejíž zápisky ze života v Ondřejově byly později vydány jako Ondřejovská kronika 1911–1929,
- Josefa (1900–1984), který se stal básníkem a byl jedním ze zakladatelů Devětsilu.

Studoval zoologii a paleontologii. Hrál velmi dobře na housle a v roce 1938 založil spolek amatérských hudebníků Heroldův klub, který pracuje dodnes. Stal se i jeho prvním předsedou.
Josef Jan Frič byl pohřben v rodinném hrobě na Vyšehradském hřbitově.

### Výrobce optických přístrojů
Se svým bratrem Janem Ludvíkem Fričem založil v roce 1883 dílnu pro přesnou mechaniku, kde vyráběli velmi kvalitní optické přístroje – např. bareoskop pro určení hustoty cukerných šťáv nebo polarimetr pro stanovení cukernatosti. Přístroj sestrojili spolu s cukrovarníkem a vynálezcem Janem Vincencem Divišem v roce 1892, v roce 1908 pak uvedli zdokonalený model. Tento přístroj byl začátkem 20. století v USA přijat jako úřední normál. Vyráběli také geodetické přístroje – především triangulační teodolity. Spolu se připravovali na stavbu hvězdárny.

### Ondřejovská hvězdárna

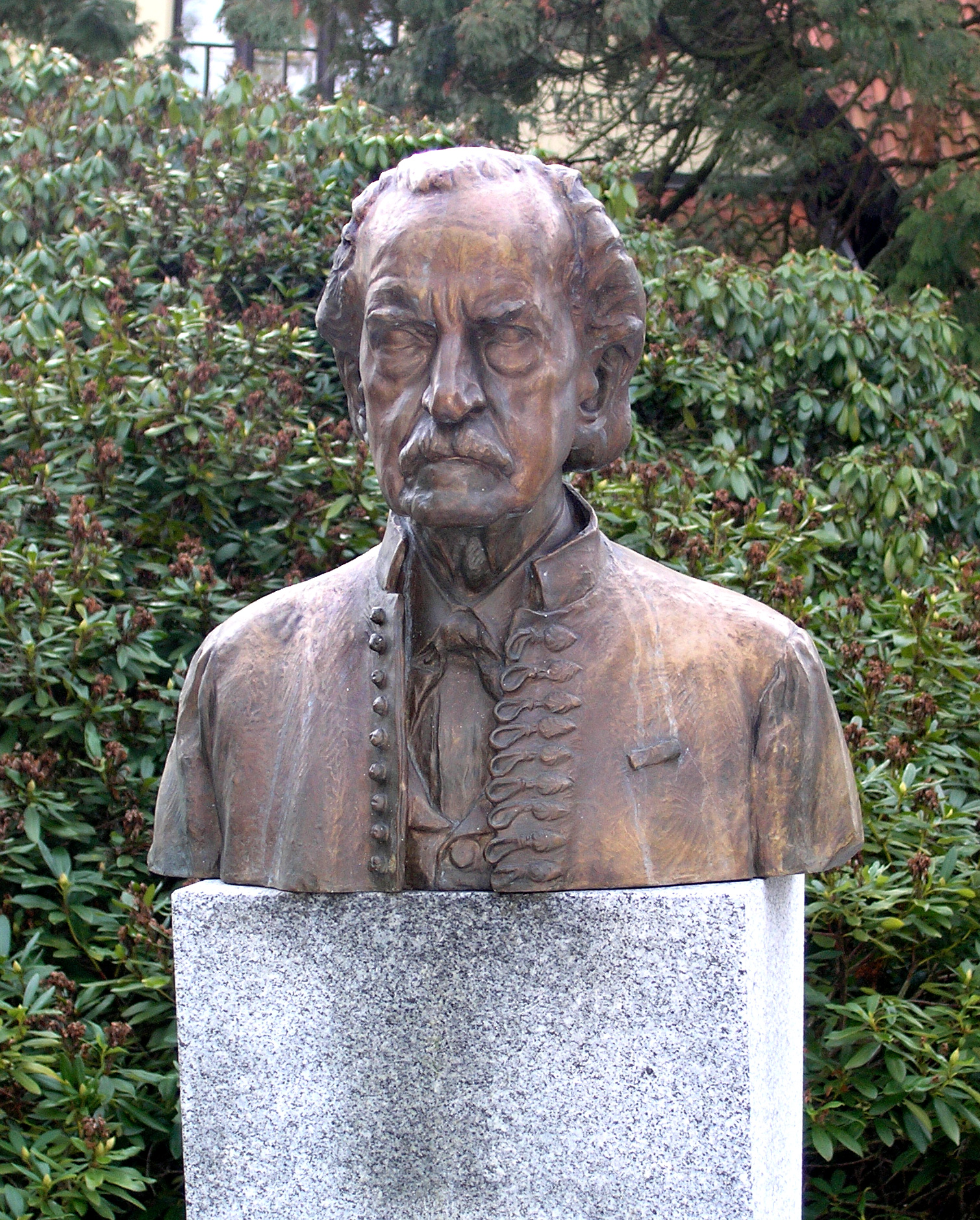
Busta Josefa Friče v Astronomickém ústavu AV ČR v Ondřejově

Po předčasné bratrově smrti v roce 1897 zakoupil 21. ledna 1898 pozemek na vrchu Manda nad Ondřejovem (na bratrovu paměť si jej přejmenoval na Žalov). Za peníze, které získal z dědictví, zde začal budovat hvězdárnu. Využíval přitom své zkušenosti z výroby optických přístrojů a konstruoval unikátní dalekohledy. První pozorování zde uskutečnil 1. května 1906 s Františkem Nušlem. Hvězdy tehdy pozorovali tzv. cirkumzenitálem, což je přístroj sloužící především k přesnému určení okamžiku průchodu hvězdy určitým místem na obloze (tehdy se tímto způsobem daly nejpřesněji určit zeměpisné souřadnice daného místa).
František Nušl se pak stal ředitelem této Fričovy hvězdárny. Spolu hvězdárnu rozšířili, vybudoval západní a centrální kopuli (architekt Josef Fanta) a další pozorovací místa. Dbal však i na okolí budov a kromě parkových úprav zde vytvořil arboretum s vzácnými dřevinami.
V roce 1928 daroval Ondřejovskou hvězdárnu Československému státu s podmínkou, že bude sloužit astronomické výuce na Karlově univerzitě. Jeho firma na výrobu přesných optických přístrojů však fungovala dál, přežila i jeho smrt v roce 1945. Nepřežila však již komunistické znárodňování, kdy byla v roce 1950 začleněna do národního podniku Metra a její program výroby optických přístrojů byl zrušen. Podle jiných pramenů nástupnická firma ZPA Vinohrady existovala k 1. 4. 1980.

### Ocenění
V roce 1928 byl oceněn čestným titulem doctor honoris causa na ČVUT.